# Seul le silence
Seul le silence  (titre original : A Quiet Belief in Angels) est un roman policier de l'écrivain britannique Roger Jon Ellory publié en 2007.

## Résumé
Un enfant de douze ans découvre le corps d'une fillette, premier d'une longue liste. Une fois l'affaire résolue des années plus tard, l'horreur recommence.